# Miután (film)
A Miután (eredeti cím: After) 2019-ben bemutatott amerikai romantikus-filmdráma Jenny Gage rendezésében. A forgatókönyvet Gage, Susan McMartin, valamint Tamara Chestna írta, Anna Todd 2014-ben megjelent azonos című regénye alapján. A film főszereplői Josephine Langford és Hero Fiennes Tiffin. A mellékszerepekben Selma Blair, Inanna Sarkis, Shane Paul McGhie, Pia Mia, Khadijha Red Thunder, Dylan Arnold, Samuel Larsen, Jennifer Beals és Peter Gallagher látható.
A Miután premierje 2019. április 8-án volt a Los Angeles-i The Grove-ban, majd 2019. április 10-én Latin-Amerikában a Diamond Films, 2019. április 12-én pedig az Egyesült Államokban az Aviron Pictures forgalmazásában került a mozikba. Nagyrészt negatív véleményeket kapott a kritikusoktól, akik szerint a forgatókönyv és az előadásmód a bántalmazó kapcsolatokat szépítette. Azonban bevételi szempontból sikeresen teljesített; világszerte 69,7 millió dolláros bevételt hozott a 14 millió dolláros költségvetésével szemben.

## Rövid történet
Egy tapasztalatlan tinédzser lány az egyetem első hónapjaiban egy titokzatos diákkal kezd románcba.

## Cselekmény
Tessa, anyja és barátja, Noah segítségével költözik be a kollégiumba. Találkozik a szobatársával, Steph-fel és barátnőjével, Tristannal. Anyja elégedetlen, úgy gondolva, hogy rossz hatással vannak Tessára, és szeretné, ha lánya új szobát kaphatna, Tessa azonban meggyőzi anyját, hogy semmi sem fogja elterelni a figyelmét a tanulásról.
A következő nap – amely Tessa első napja a kollégiumban – összebarátkozik  Landonnal. Tessa a hálószobájában találkozik Hardin Scott-tal, a vele való találkozás kínosan végződik, amikor meztelenül kiszáll a zuhanyból egy szál törölközőben. Steph meghívja, hogy menjen velük egy buliba, de Tessa visszautasítja a meghívást. Másnap meglátja Hardint egy kávézóban Molly és Zed mellett. Ismét találkozik Steph-el a könyvtárban és Steph ráveszi, hogy menjen el velük a következő bulira. Ott Steph barátaival is összetalálkozik, akik ráveszik, hogy igyon velük.
A "Felelsz vagy mersz?" játékában kiderül, hogy  Tessa szűz. Feladatként Hardinnak meg kell csókolnia Tessát, aki viszont elutasítja Hardin csókját, mindenkit meglepve, beleértve Hardint is. Felhívja Noah-t aki nem tetszését fejezi ki az ivással és a bulizással kapcsolatban. A hívás befejezése után Tessa véletlenül Hardin hálószobájába kerül, anélkül hogy észrevenné. A hálószobában Tessa megtalálja a 'Wuthering Heights' könyvet, majd összetalálkozik Hardinnal. Hardin megint megpróbálja megcsókolni, de Tessa elutasítja őt és otthagyja. Az irodalmi osztályban Tessa Landon mellé ül és összevitatkozik Hardinnal a Büszkeség és balítéletről. Landon elmondja, hogy ő és Hardin mostohatestvérek lesznek, amikor az anyja hozzámegy feleségül Hardin apjához.
Hardin beszélgetni kezd Tessával és ragaszkodik ahhoz, hogy elmenjen vele egy tóhoz. Miközben úsznak, Hardin azt mondja neki, hogy nem maradhat távol tőle és megcsókolja. Ezután egy étkezőbe mennek, ahol Mollyval és Zeddel találkoznak, akik Hardint bosszantják, megkéri Tessát, hogy várjon rá a bárban. Tessa azt mondja Hardinnak, hogy beszámol Noahnak a köztük lévő viszonyról, de Hardin azt mondja neki, hogy köztük nincs is viszony, ezzel csalódást okozva Tessa-nak. Noah hirtelen megjelenik a kollégiumnál.
Miközben  Noah és Tessa aludt a kollégiumában, hívást kap Landontól, és elmegy, hogy megnézze Hardint, aki részeg. Ekkor megcsókolja Hardint. Másnap Tessa visszatér a kollégiumához, hogy ellenőrizze Noaht, aki rájön Tessa és Hardin viszonyára és szakít Tessával. Tessa édesanyja is megtudja, hogy Noah szakított vele. Végül ő és Hardin  összejönnek, de Tessa az anyja arra utasítja, hogy szakítson Hardinnal.
Hardin új lakást talál mindkettőjüknek, mellesleg az édesapja és Landon édesanyja esküvőjén vesznek részt. Hardin elmondja, hogy az apja részeg volt,amikor az anyjára támadt egy részeg ember. Miután visszatérnek a házba megtörténik az első szeretkezésük. A következő reggel, amikor a kádban fürdenek Hardin Tessa hátára írja, hogy "Szeretlek".
Tessát megzavarják Hardin értesítései, ezért megnézi azokat. Ekkor Hardin próbál vele beszélni, de Tessa elhagyja a házat. Egy étkezőben meglátja Mollyt, Zedet, Steph-ot és Jace-t. Molly elmondja Hardin eredeti szándékait bizonyítva egy videóval is. Kiderült,hogy csak egy kihívás volt, hogy a lány beleszeressen. Tessa megdöbben ezen és elfut. Hardin utána megy és megpróbálja megmagyarázni,hogy ez azelőtt volt, még mielőtt megismerte őt és mielőtt még beleszeretett. Tessa hazamegy, hogy kibéküljön az anyjával és Noah-val, megbocsátanak neki.
Az irodalmi osztályban Soto professzor Tessának adja Hardin esszéjét, mondván, hogy ez róla szól. Ahogy Tessa olvassa, visszatér a tóhoz, ahol ő és Hardin először csókolóztak. Hardin leírja levelében, hogy: „Egyszer azt kérdezted, kit szeretek a világon a  legjobban. Téged."

## Szereplők
| Szerep               | Színész              | Szinkronhang       |
| -------------------- | -------------------- | ------------------ |
| Hardin Scott         | Hero Fiennes Tiffin  | Jéger Zsombor      |
| Tessa Young          | Josephine Langford   | Czető Zsanett      |
| Carol Young          | Salma Blair          | Zakariás Éva       |
| Karen Gibson         | Jennifer Beals       | Kisfalvi Krisztina |
| Ken Scott            | Peter Gallagher      | Csankó Zoltán      |
| Soto professzor      | Meadow Williams      | Ősi Ildikó         |
| Tristan              | Pia Mia              | Mentes Júlia       |
| Molly Samuels        | Inanna Sarkis        | Mikecz Estilla     |
| Zed Evans            | Samuel Larsen        | Gacsal Ádám        |
| Noah                 | Dylan Arnold         | Rada Bálint        |
| Landon Gibson        | Shane Paul McGhie    | Czető Roland       |
| Jace                 | Swen Temmel          | Jakab Márk         |
| Steph Jones          | Khadijha Red Thunder | Tamási Nikolett    |
| Alexander professzor | Mark Axelowitz       | Tarján Péter       |

## A könyvről
2013-ban, Anna Todd író kiposztolta Wattpadra a regény első fejezetét. Az eredeti történet a One Direction nevű fiúbandán alapult, és a banda tagjait, Harry Stylest, Liam Payne-t, Niall Horant, Louis Tomlinsont és Zayn Malikot a Washingtoni Állami Egyetem diákjaiként ábrázolta. A regény története Tessának, a fiatal, ártatlan jó lánynak életútját követi, aki Hardin Scottba, a "rossz fiúba" lesz szerelmes.
Egy hónapon belül Anna Todd Miután című regénye lett a legnépszerűbb a közösségi oldalakon. Anna Todd szerződést kötött Simon Schusterrel, és 2014-ben jelent meg az After sorozat regénye. A kiadott változatban a vezető férfi karakter nevét Harry Stylesről Hardin Scottra változtatták.
2014-ben a Paramount Pictures megvásárolta a Miután színházi adaptációs jogait. Susan McMartin, aki addig a forgatókönyvíró volt, a projekt közepén, 2017-ben kilépett, és a Paramount Pictures-jogokat megszüntették. Ezután a CalMaple Media és az Offspring Entertainment szerzett jogokat az After filmre, és Tamara Chestna vette át a forgatókönyv írását. Jenny Gage szintén felelős a forgatókönyv végleges módosításáért.
Mark Canton és Courtney Solomon (CalMaple Media), Jennifer Gibgot (Offspring Entertainment), Aron Levitz (Wattpad), Meadow Williams (Diamond Film Productions) és Dennis Pelino voltak a film producerei, valamint maga Todd. A filmet  a CalMaple, a Voltage Pictures és a Diamond Film Productions finanszírozta. Az ügyvezető gyártók Swen Temmel, Nicolas Charier, Jonathan Deckter, David Dinerstein, Jason Resnick, Scott Karol, Ian Brereton, Eric Lehrman, Adam Shankman, Brian Pitt és Vassal Benford. Az Aviron Pictures adta ki a filmet. 2017. november 28-án Anna Todd bejelentette, hogy Jenny Gage lesz a film rendezője.

## A film készítése

### Színészválogatás
2018. május 8-án Josephine Langford és Hero Fiennes Tiffin kapták meg Tessa Young és Hardin Scott szerepét. A színészeket Anna Todd választotta ki, akinek megtetszett a kettejük közötti kémia.

### Forgatás
A forgatás 2018 júniusában kezdődött volna a Massachusetts állambeli Bostonban. Július elején Jennifer Gibgot producer kijelentette, hogy a forgatás 2018. július 16-án kezdődik a Georgia állambeli Atlantában, nem sokkal azután, hogy Langford megkapta Tessa szerepét. A forgatási munkálatok nagyrészt az Emory Egyetemen zajlottak, és a gyártás ugyanezen év augusztus 24-én fejeződött be.

## Folytatások
2019 májusában bejelentették a film folytatását, amelyben Langford és Fiennes Tiffin is visszatért szerepeibe.
A Miután összecsaptunk 2020. szeptember 2-án jelent meg, főszereplői Dylan Sprouse, Charlie Weber, Rob Estes, Louise Lombard, Candice King, Karimah Westbrook és Max Ragone.
A második folytatás, a Miután elbuktunk 2021. szeptember 1-jén jelent meg.
A harmadik folytatást, a Miután boldogok leszünk-et 2022-ben mutatták be. Egy további folytatás és egy előzményfilm is készülni fog.
A negyedik folytatás, a sorozat 5. része a Miután annyi minden történt 2023 szeptemberében debütált.

## Fordítás
Ez a szócikk részben vagy egészben  az   After (2019 film) című angol Wikipédia-szócikk ezen változatának fordításán alapul.  Az eredeti cikk szerkesztőit annak laptörténete sorolja fel. Ez a jelzés csupán a megfogalmazás eredetét és a szerzői jogokat jelzi, nem szolgál a cikkben szereplő információk forrásmegjelöléseként.